# 능진

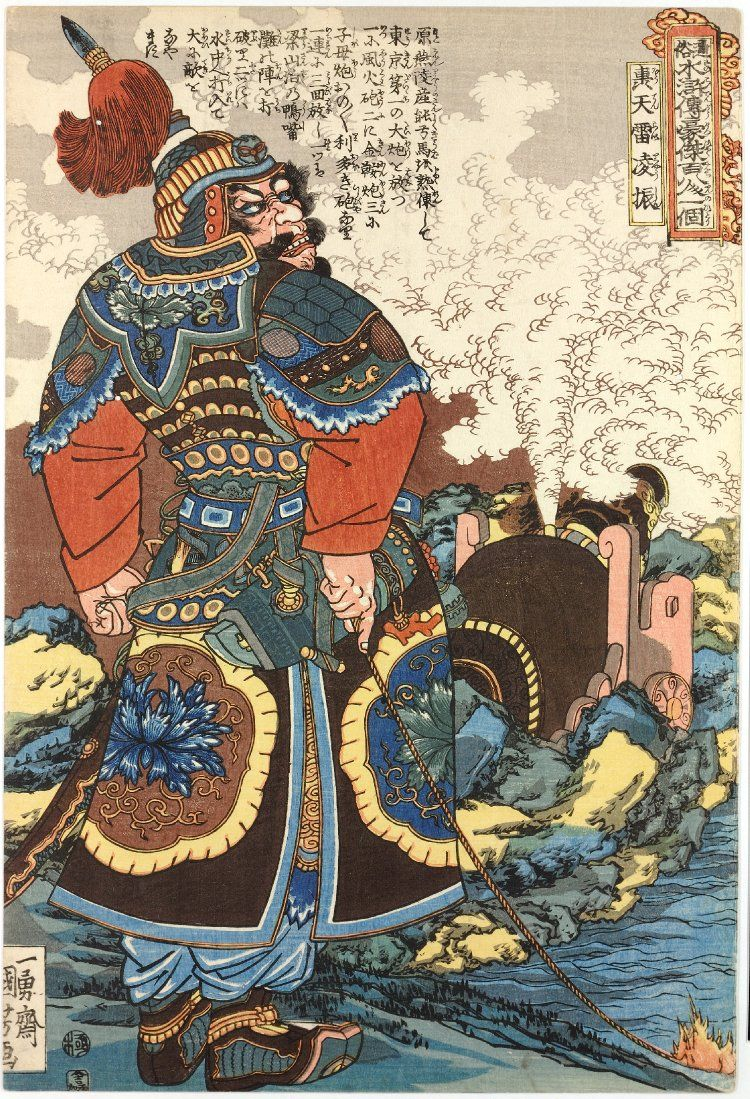

능진(凌振)은 중국의 사대기서(四大奇書) 중 하나인 《수호전》(水滸傳)에 등장하는 인물로, 양산박 108성 중 52위로 지살성(地煞星) 중 지축성(地軸星)의 등위에 있다. 송나라 최고의 포술을 보유한 화포의 명수이며 그 기개가 천지를 진동하는 벼락 같다 하여 굉천뢰(轟天雷)라는 별호가 붙었다.

## 행적
백승장(百勝將) 한도(韓滔), 천목장(天目將) 팽기(彭玘)와 함께 양산박을 치러 온 관군의 절도사로서, 당시 쌍편(雙鞭) 호연작(呼延灼)이 첫 전투에서 팽기를 포로로 잡히고 궁색해하던 차에 기병과 전차대로는 양산박을 공략할 수 없음을 깨달은 한도의 추천으로 전면으로 나서며, 풍화포(風火砲), 금륜포(金輪砲) 자모포(子母砲)의 세 발의 포탄만으로 압취탄 나루를 풍비박산내며 양산박 진영을 뒤흔든다.
그러나 지다성(智多星) 오용(吳用)의 계책이 빛을 발하여, 능진이 하구에서 포를 쏠 때 화포의 포격 태세를 해제하고 옮기는 도중은 무방비인 것을 공략, 수군으로 하여금 몰래 근접하여 포가를 뒤엎고 그를 사로잡게 되며, 이후 송강이 설득하여 양산박에 가담하게 된다. 능진의 합류로 양산박은 관군과 대등한 포술을 갖추게 되며 능진은 그 중심에서 화포 열을 지휘하는 역할을 맡게 된다. 방랍의 난 당시 도술로써 팔비나타(八臂那咤) 항충(項充)과 비천대성(飛天大聖) 이곤(李袞)의 목숨을 앗아가고 행자(行者) 무송(武松)의 왼팔을 자른 포도을을 상대로 나서며, 혼세마왕(混世魔王) 번서(樊瑞)와의 협공으로 포격을 통해 포도을을 저격하여 승리하게 된다. 방랍의 난이 끝난 이후에는 조정에서 화포 생산을 도맡아 하는 관직에 오른다.